# Sauchy-Cauchy
Sauchy-Cauchy é uma comuna francesa na região administrativa de Altos da França, no departamento de Pas-de-Calais. Estende-se por uma área de 4,1 km².